# DFB-Pokal 1960
DFB-Pokalsieger 1960 war Borussia München Gladbach (Schreibweise 1960). Das Finale fand am 5. Oktober 1960 im Rheinstadion in Düsseldorf statt. Die Borussia nahm in der folgenden Saison am neuen  Europapokal der Pokalsieger teil, schied aber im Viertelfinale gegen den späteren Finalisten Glasgow Rangers aus.

## Ausscheidungsspiel
| Datum         |            | Ergebnis |              |
| ------------- | ---------- | -------- | ------------ |
| Sa 06.08.1960 | Hertha BSC | 0:1      | FK Pirmasens |

## Halbfinale
| Datum         |               | Ergebnis |                      |
| ------------- | ------------- | -------- | -------------------- |
| Mi 07.09.1960 | Hamburger SV  | [* 1]0:2 | Borussia M. Gladbach |
| Mi 07.09.1960 | Karlsruher SC | [* 2]3:4 | FK Pirmasens         |

1. ↑  Das Spiel fand in Münster statt.
2. ↑  Da Pirmasens einen nicht spielberechtigten Spieler einsetzte, wurde das Ergebnis annulliert und ein Wiederholungsspiel neuangesetzt.

### Neuansetzung
| Datum         |               | Ergebnis |              |
| ------------- | ------------- | -------- | ------------ |
| Mi 21.09.1960 | Karlsruher SC | 2:0      | FK Pirmasens |

## Finale
| Paarung                  | Borussia Mönchengladbach – Karlsruher SC |
| Ergebnis                 | 3:2 (2:1) |
| Datum                    | Mittwoch, 5. Oktober 1960 um 20:00 Uhr |
| Stadion                  | Rheinstadion, Düsseldorf |
| Zuschauer                | 49.000 |
| Schiedsrichter           | Albert Dusch (Kaiserslautern) |
| Tore                     | 1:0 Mülhausen (5.) 1:1 Herrmann (22.) 2:1 Kohn (25.) 2:2 Schwarz (58.) 3:2 Brülls (60.) |
| Borussia Mönchengladbach | Günter Jansen, Lambert Pfeiffer, Heinz de Lange, Albert Jansen, Hans Göbbels, Friedhelm Frontzeck, Franz Brungs, Albert Brülls, Ulrich Kohn, Karl-Heinz Mülhausen, Helmut Fendel Cheftrainer: Bernd Oles             |
| Karlsruher SC            | Horst Jungmann, Wilhelm Dimmel, Gustav Witlatschil, Heinz Ruppenstein, Willi Rihm, Horst Szymaniak, Willy Reitgaßl, Günter Herrmann, Walter Schwarz, Friedel Späth, Reinhold Nedoschil Cheftrainer: Eduard Frühwirth |